# Cahir Castle
Cahir Castle (irsk: Caisleán na Cathrach) er en af de største borge i Irland. Den ligger på en ø i floden Suir og blev opført fra 1142 af Conchobar Ua Briain, konge af Thomond. Byen Cahir er vokset op omkring den i County Tipperary.
I slutningen af 1900-tallet blev borgen nævnt som et National Monument, og den drives nu af Office of Public Works.

## Filmlokation
Interiøret i kirken blev brugt til at opdtage delen af filmen The Conflict (1973). I 1981 blev den brugt til kampscenerne i filmen Excalibur. I 1998 blev borgen brugt til optagelserne til dele af Mystic Knights Of Tir Na Nog til Fox Kids.
Borgen blev også brugt til optagelser af tv-serien The Tudors. I 2019 blev den brugt som lokation i filmen The Green Knight og i 2020 til filmen The Last Duel.

## Galleri
- Borgen udefra
- Mure
- Ydermure